# Eßlingen (Solnhofen)
Eßlingen ([ˈɛslɪŋən] ) ist ein Gemeindeteil der Gemeinde Solnhofen im Landkreis Weißenburg-Gunzenhausen (Mittelfranken, Bayern). Die Gemarkung Eßlingen hat eine Fläche von 4,626 km². Sie ist in 265 Flurstücke aufgeteilt, die eine durchschnittliche Flurstücksfläche von 17458,01 m² haben. In ihr liegt neben dem namensgebenden Ort der Gemeindeteil Hochholz.

## Geografische Lage
Das Dorf liegt an der Altmühl. Zirka einen halben Kilometer nördlich des Ortes befindet sich die Steinformation Zwölf Apostel, etwa einen halben Kilometer nordwestlich der Salbuck (488 m ü. NHN). Die Staatsstraße 2230 führt nach Solnhofen bzw. nach Altendorf. Eine Gemeindeverbindungsstraße führt nach Hochholz.

## Geschichte
Im Geographischen statistisch-topographischen Lexikon von Franken (1800) wird der Ort folgendermaßen beschrieben:

„Eßlingen, gemeinhin Eßling, Eichstättischer nach Mörnsheim eingepfarrter Weiler von 10 Unterthanen, theils katholischer, theils evangelischer Religion, wovon 6 zum ansbachischen Verwalteramte Solnhofen, 4 aber zum eichstättischen Pfleg- und Kastenamte Dollnstein gehören, liegt 1 Stunde unter Solnhofen ganz an der ansbachischen Gränze, und nah an der Altmühl, bey der über diesen Fluß geschlagenen Brücke steht der ansbachische Fraischstein.
Des dortigen Fischwassers geschieht im Instrumente vom J. 1309 Meldung, worin Graf Ludwig von Oettingen nach des lezten [Sp. 91] Grafen von Hirschberg Tode im Namen seiner Tochter Sophie bemelten Grafens von Hirschbergs Wittwe darauf Anspruch machte.“

Mit dem Gemeindeedikt (frühes 19. Jahrhundert) entstand die Ruralgemeinde Eßlingen, zu der Hochholz gehörte. Am 1. Juli 1971 wurde sie nach Solnhofen eingemeindet.

### Baudenkmäler

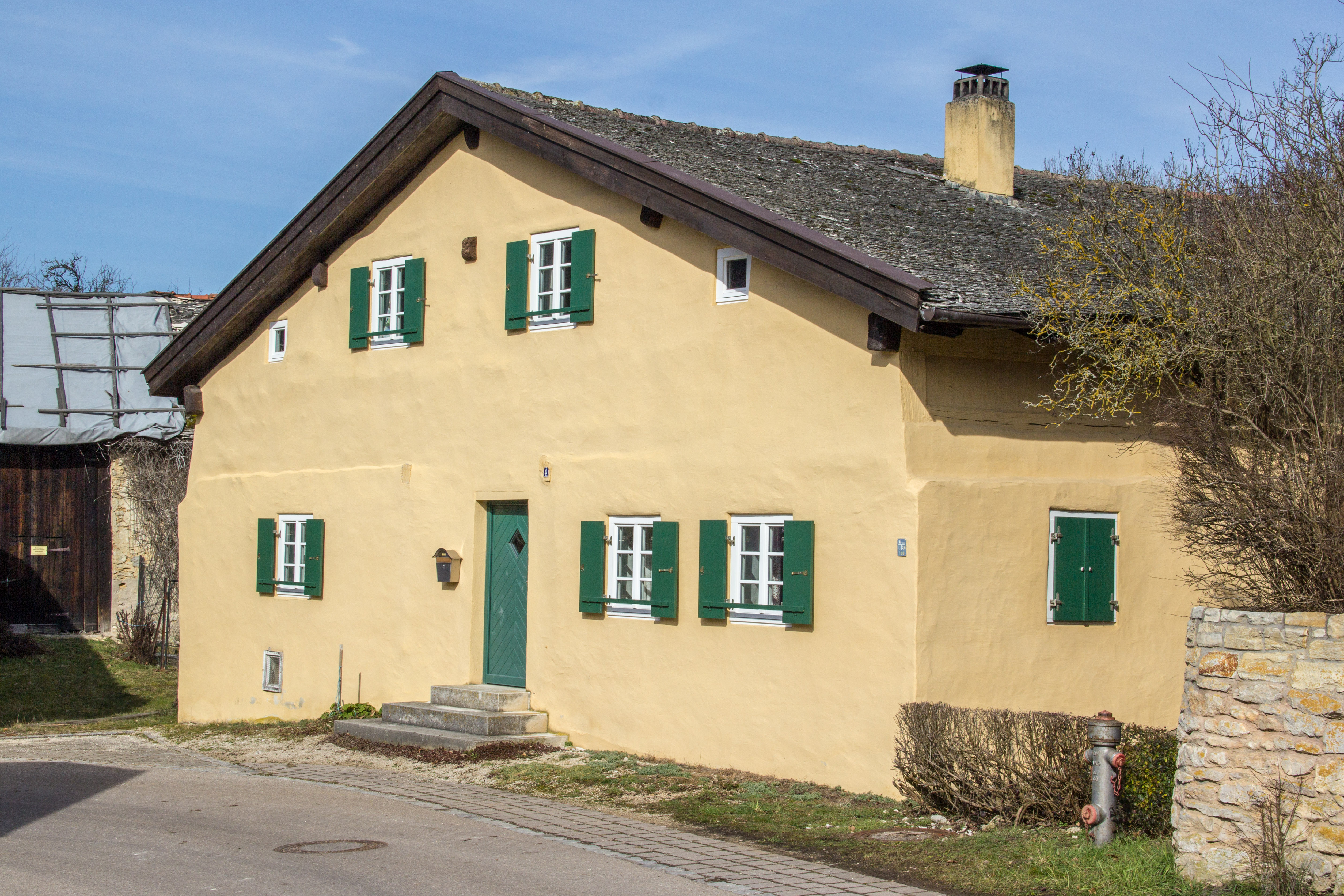
Denkmalgeschütztes Bauernhaus in Eßlingen

- Ehemalige Hofanlage
- Haus Nr. 1: Gasthaus

### Einwohnerentwicklung
Gemeinde Eßlingen
| Jahr          | 1910 | 1933 | 1939 | 1987 |
| Einwohnerzahl | 172  | 127  | 127  | 33   |